# Joe Germanese
Joseph „Joe“ Drexel Germanese (* 4. Juni 1985 in St. Louis, Missouri) ist ein ehemaliger US-amerikanischer Fußballspieler auf der Position eines Mittelfeld- und Abwehrspielers, der nach einer sehr kurzen Profikarriere seine Laufbahn in der Privatwirtschaft startete und dem Fußballsport weitestgehend den Rücken kehrte.

## Karriere

### Karrierebeginn in der Heimat
Joe Germanese wurde am 4. Juni 1985 als Sohn von Vince und Jenni Germanese in der Stadt St. Louis im US-Bundesstaat Missouri geboren. Er hat einen älteren Bruder, Jim, sowie eine Zwillingsschwester, Jessica. Er begann noch in jungen Jahren mit dem Fußballspielen, spielte unter anderem für den renommierten Nachwuchsausbildungsverein St. Louis Scott Gallagher und übte den Sport auch während seiner Schulzeit aus. So spielte er unter anderem für die Fußballmannschaft an der St. Louis University High School, einer Vorbereitungsschule auf die St. Louis University. In seinem Senior-Jahr 2003 wurde er nach 31 Toren (davon zwölf spielentscheidende Treffer) und 17 Assists zum St. Louis Dispatch Player of the Year gewählt. Weiters war er in diesem Jahr der NSCAA Missouri Player of the Year sowie ein NSCAA High School All-American. Der Mannschaftskapitän führte sein Team zur Missouri Class 3 State Championship und im nationalen Ranking der NSCAA auf den 14. Platz. Für die Schule war es der erst vierte Staatsmeistertitel im Fußball nach 1972, 1990 und 1995. Der dreimal in eine All-State-Auswahl berufene Germanese wurde des Weiteren mit dem St. Louis Post-Dispatch Scholar Athlete Award und als ein AP Scholar ausgezeichnet. Während seiner Kindheit und Jugend spielte er auch Basketball, Golf, Roller Hockey oder Baseball.

### Zeit an der Vanderbilt und an der Duke
Nach seinem High-School-Abschluss begann Germanese im Jahr 2004 ein Studium an der Vanderbilt University in Nashville, Tennessee, und trat gleichzeitig für die Herrenfußballmannschaft der Vanderbilt Commodores, der Universitätssportabteilung, in Erscheinung. Für die Mannschaft startete er in seinem Freshman-Jahr in 17 seiner 18 Einsätze von Beginn an, erzielte dabei fünf Tore und steuerte sechs Assists bei. Am Ende des Jahres wurde er zum Missouri Valley Conference (MVC) Freshman of the Year gewählt, war im MVC All-Freshman team, sowie im College Soccer News Freshman All-America team, im Top Drawer Soccer All-Freshman second team und im MVC All-Tournament team. Im September 2004 wählte ihn College Soccer News in die Liste der Top 100 Freshman To Keep an Eye On. Im darauffolgenden Spieljahr 2005 startete er nur mehr bei der Hälfte seiner 18 Meisterschaftseinsätze, wobei er es auf sechs Treffer und drei Torvorlagen brachte. Nachdem er es im Laufe des Jahres einmal zum MVC Offensive Player of the Week gebracht hatte, nachdem er bei einem 4:3-Erfolge über Memphis an allen vier Treffern beteiligt war (zwei Tore und zwei Assists), wurde er am Ende der Meisterschaft auch ins Missouri Valley Conference second team gewählt. In diesem Jahr schaffte er es mit der Mannschaft auch bis ins Missouri Valley Conference Men’s Soccer Tournament 2005, schied dort jedoch bereits frühzeitig aus. Dies war bis dato (Stand: 2021) auch das letzte Mal, dass es die Vanderbilt ins Missouri Valley Conference Men’s Soccer Tournament geschafft hatte. Ins seit 1959 ausgetragene NCAA Division I Men’s Soccer Tournament hatte es die Vanderbilt University gar noch nicht gebracht (Stand: 2021). Auf akademischer Ebene wurde Germanese auf der Dean’s List der Vanderbilt geführt und stand auf der SEC Academic Honor Roll, sowie im Missouri Valley Conference All-Academic team.
Nach zwei Jahren an der Vanderbilt University wechselte Germanese nach seinem Sophomore-Jahr an die Duke University nach Durham im US-Bundesstaat North Carolina und war an dieser auch für das Herrenfußballteam der Duke Blue Devils aktiv. Für das Team trat er in seinem Junior-Jahr in 21 Meisterschaftspartien in Erscheinung, von denen er in 19 von Beginn an am Rase war. Dabei gelangen ihm vier Tore und sechs Assists. Am Ende des Jahres folgte die Wahl ins ACC All-Tournament team, nachdem er davor bereits je einmal zum ACC Player of the Week und ins Soccer America’s team of the week gewählt worden war. Auf akademischer Ebene erfolgte seine Germaneses Wahl ins All-ACC Academic team. Mit der Mannschaft hatte er in dieser Spielzeit das ACC Men’s Soccer Tournament 2006 gewinnen können und hatte sich dadurch für das saisonabschließende NCAA Division I Men’s Soccer Tournament 2006 qualifiziert. In diesem stieg die Duke erst in der zweiten Runde ein, gewann diese gegen die Brown, besiegte in den Regional Semifinals die Lehigh und unterlag in den Regional Finals, dem Viertelfinale des Wettbewerbs, erst in der Verlängerung dem späteren Finalisten, der UCLA. Während der spielfreien Zeit an der Universität trat er in diesem Jahr für das Fußballteam Des Moines Menace mit Spielbetrieb in der viertklassigen Premier Development League in Erscheinung. Das Team, das zu dieser Zeit amtierender Meister war, belegte in der regulären Saison den zweiten Platz in der Heartland Division und schied in den Play-offs in den Conference Semifinals aus, schaffte es aber bis in die dritte Runde des Lamar Hunt U.S. Open Cups 2006.
In seinem Senior-Jahr 2007 fungierte Germanese ebenfalls als Stammkraft und brachte es auf 19 Einsätze, von denen er in allen von Beginn an am Spielfeld war, wobei er drei Tore erzielte und weitere sieben für seine Mannschaftskollegen vorbereitete. Im ACC Men’s Soccer Tournament 2007 bereits im ersten Spiel gegen die University of North Carolina at Chapel Hill ausgeschieden, durfte die Duke dennoch am NCAA Division I Men’s Soccer Tournament 2007 teilnehmen, unterlag in diesem jedoch auch frühzeitig im ersten Spiel gegen die University of Louisville. In seinem Senior-Jahr schaffte es Germanese ins NSCAA Scholar All-America second team und ins NSCAA All-South Region third team. In der spielfreien Zeit an der Universität kam der zumeist als Mittelfeldspieler eingesetzte Germanese für die Carolina RailHawks U23s in der Southeast Division der Premier Development League zum Einsatz, wobei er 15 Meisterschaftsspiele absolvierte und zwei -tore erzielte. Im Dezember 2017 wurden Germanese und sein Mannschaftskollege von der Duke, Michael Videira, zur im Januar 2008 in Fort Lauderdale, Florida, stattfindende MLS Combine eingeladen.

### Wechsel in die Major League Soccer und schnelles Karriereende
Gleich im Anschluss an die MLS Combine wurde Germanese am 18. Januar 2008 als 27. Pick in der zweiten Runde des MLS SuperDrafts 2008 zum Major-League-Soccer-Franchise New England Revolution gedraftet. Zu seinem Pflichtspieldebüt für das Franchise kam er am 1. Juli 2008, als er beim 3:0-Sieg über die Richmond Kickers in der dritten Runde des Lamar Hunt U.S. Open Cups 2008 von Beginn an zum Einsatz kam und in der 63. Spielminute den Treffer zur 2:0-Führung erzielte. Im weiteren Turnierverlauf besiegte die Mannschaft im Viertelfinale im Elfmeterschießen Crystal Palace Baltimore und zog ins nachfolgende Semifinale ein. In diesem unterlag die Mannschaft dem Ligakonkurrenten D.C. United, wobei jedoch Germanese bei der 1:3-Niederlage den einzigen Treffer seiner Mannschaft erzielte. Mit zwei Toren aus drei Spielen war er damit auch der erfolgreichste Torschütze von New England Revolution in diesem Wettbewerb. In der Liga wurde er von seinem Trainer, dem einstigen schottischen Nationalspieler Steve Nicol, nur in einem einzigen Ligaspiel eingesetzt, absolvierte als Ersatzspieler aber auch zwei Spiele des Franchises in der Qualifikationsrunde zur CONCACAF Champions League 2008/09. In dieser unterlag die Mannschaft dem Joe Public FC aus Trinidad und Tobago deutlich mit einem Gesamtergebnis von 1:6 und schaffte somit nicht die Teilnahme am eigentlichen Turnier. Um etwas Spielpraxis zu sammeln wurde Germanese an das damalige Profiteam Western Mass Pioneers mit Spielbetrieb in der damals drittklassigen USL Second Division verliehen. Nach nur sechs absolvierten Meisterschaftsspielen, in denen er ein Tor erzielt hatte, kehrte er wieder zum Franchise in die Greater Boston Area zurück. Nachdem Revolution die Major League Soccer 2008 in der zusammengefassten Endtabelle auf dem fünften Tabellenplatz beendet hatte, wurde Germanese von seinen Pflichten entbunden und somit vereinslos.

### Zeit nach dem aktiven Fußballsport
In weiterer Folge kehrte er dem Fußballsport weitestgehend den Rücken und begann eine Karriere in der Privatwirtschaft. Nachdem er 2008 bereits kurzzeitig als Praktikant für die DUMAC Business Systems, Inc. gearbeitet hatte, wechselte er nach seinem Karriereende als Fußballspieler im Juli 2009 als Healthcare Investment Banking Analyst zur Bank of America Merrill Lynch und war in dieser Position bis Juli 2011 tätig. Danach wechselte er als Pricipal zur in Boston ansässigen Private-Equity-Gesellschaft Great Hill Partners. Seitdem kam er im Laufe der Jahre in die Vorstände verschiedener Unternehmen; so war er etwa von Juni 2013 bis November 2014 im Vorstand von PayChoice (2014 von der Sage Group übernommen), von Juni 2015 bis Mai 2019 im Vorstand von Chrome River Technologies, von September 2016 bis Juli 2019 im Vorstand von Confirmation.com oder von April 2017 bis Oktober 2018 im Vorstand von Connexeo. Seit Mai 2014 ist er zudem Aufsichtsratsmitglied der Network Merchants, LLC, sowie seit Oktober 2018 Vorstandsmitglied bei Vanco (Global Cloud Xchange) und seit Februar 2020 bei VersaPay. Des Weiteren ist er seit Juli 2021 im Vorstand des Softwareunternehmens Enumerate.
Im Oktober 2017 heiratete Germanese seine einstige Studienkollegin Molly Lester (* 1989), die von 2007 bis 2011 auf die Duke ging und dort ebenfalls als Fußballspielerin in Erscheinung trat.